# Trasarea graficului unei curbe

Graficul funcției negru, prima sa derivată (roșu) și a doua (albastru). Valorile y unde x este roșu și curba roșie este 0 dau punctele extreme locale, maximul HP, respectiv minimul TP, iar valoarea y unde x este albastru și dreapta albastră este 0 dă punctul de inflexiune WP ale curbei negre

În analiza matematică trasarea graficului curbei este o metodă de a furniza o reprezentare aproximativă a formei generale a unei curbe plane dată fiind ecuația sa, fără a calcula un  număr mare de puncte necesare pentru un grafic detaliat. Este o aplicație a teoriei curbelor pentru a găsi principalele caracteristici ale acestora.

## Tehnici de bază
Următoarele acțiuni sunt de obicei ușor de realizat și oferă indicii importante cu privire la forma unei curbe:
- Se determină intersecțiile curbei cu axele de coordonate. Intersecțiile cu axa x se obțin rezolvând relația y = 0. Intersecțiile cu axa y se obțin calculând valorile lui y în x = 0.
- Se determină simetriile curbei. Dacă toți exponenții lui x sunt pari, curba are o simetrie de reflexie față de axa y. Similar, dacă toți exponenții lui y sunt pari, curba are o simetrie de reflexie față de axa x. Dacă suma gradelor lui x și y în fiecare termen este întotdeauna pară sau întotdeauna impară, atunci curba are o simetrie de rotație față de origine, care este „centrul” curbei.
- Se determină limitele lui x și y (domeniul și codomeniul).
- Dacă curba trece prin origine, se determină tangenta acolo.
- Se determină asimptotele curbei. Se determină din care parte se apropie curba de asimptotă și unde asimptota taie curba.[1]
- Se calculează derivatele de ordinul întâi și al doilea. Rădăcinile acestora dau punctele staționare, respectiv punctele de inflexiune.

## Paralelogramul lui Newton
Paralelogramul lui Newton (numit după Isaac Newton) este o tehnică pentru determinarea alurii unei curbe algebrice (ecuația curbei constând într-o expresie algebrică rațională) aproape și departe de origine. Acesta constă în reprezentarea grafică (α, β) pentru fiecare termen {\displaystyle Ax^{\alpha }y^{\beta }} din ecuația curbei. Diagrama rezultată este apoi analizată pentru a obține informații despre curbă.
Concret, se trage o linie diagonală care leagă două puncte pe diagramă, astfel încât orice alt punct să fie fie pe dreapta, fie deasupra acesteia. Există cel puțin o astfel de linie dacă curba trece prin origine. Fie ecuația liniei qα+pβ=r. Se presupune că curba este aproximată prin y = Cxp/q lângă origine. Apoi, termenul Axαyβ este aproximativ Dxα+βp/q. Exponentul este r/q atunci când (α, β) este pe linie și mai mare când este deasupra și spre dreapta. Prin urmare, în această presupunere termenii semnificativi apropiați de origine sunt doar cei care stau pe linie, iar ceilalți pot fi ignorați; asta oferă o ecuație aproximativă simplă pentru curbă. Pot exista mai multe astfel de linii diagonale, fiecare corespunzând uneia sau mai multor ramuri ale curbei, iar ecuațiile aproximative ale ramurilor pot fi găsite prin aplicarea pe rând a acestei metode fiecărei linii.
De exemplu, foliul lui Descartes este definit de ecuația
{\displaystyle x^{3}+y^{3}-3axy=0\,}.
Paralelogramul lui Newton are puncte la (3, 0), (1, 1), și (0, 3). Conform descrierii de mai sus, se pot trasa două diagonale, 2α+β=3 și α+2β=3. Acestea dau
{\displaystyle x^{2}-3ay=0\,}
{\displaystyle y^{2}-3ax=0\,}
ca ecuații aproximative pentru ramurile orizontală și verticală a curbei, care se intersectează în origine.

## Triunghiul analitic
De Gua a extins paralelogramul lui Newton sub forma triunghiului analitic (sau triunghiului lui de Gua). Punctele (α, β) sunt reprezentate grafic ca în metoda lui Newton, la care se adaugă dreapta α + β = n, unde n este gradul curbei, pentru a forma un triunghi care conține reprezentarea. Această metodă ia în considerare toate liniile care încadrează cel mai mic poligon convex care conține punctele reprezentate (v. înfășurătoare convexă).

## Aplicații
- Trasarea liniilor de curent în mecanica fluidelor.